# Mohamed Seghir Ben Youssef
Pour les articles homonymes, voir Seghir et Youssef.
 (mars 2023).
Si vous disposez d'ouvrages ou d'articles de référence ou si vous connaissez des sites web de qualité traitant du thème abordé ici, merci de compléter l'article en donnant les références utiles à sa vérifiabilité et en les liant à la section « Notes et références ».
Mohamed Seghir Ben Youssef (arabe : محمد الصغير بن يوسف), né en 1691 à Béja et décédé en 1771 à Tunis, est un chroniqueur et historien tunisien.

## Biographie
Mohamed Seghir Ben Youssef naît dans une famille de propriétaires terriens, d'un père officier ottoman et d'une mère tunisienne de Béja ; il appartient à la caste des Kouloughlis.

## Œuvre
Il rédige vers 1763 une importante œuvre sur l'histoire des débuts de la dynastie des beys husseinites en Tunisie : Tārīkh al-mashra al-milkī fī salṭanat awlād Alī Turkī (Chronique tunisienne du règne des fils d'Ali Turki). Le livre concerne principalement les évènements de l'arrivée au pouvoir de Hussein Ier Bey, son éviction par son neveu Ali Ier Pacha et le rétablissement puis le règne des fils d'Hussein, Mohamed Rachid Bey et Ali II Bey.
Mohamed Seghir Ben Youssef, au moment où il rédige son œuvre, prend fait et cause pour le parti légitimiste des fils de Hussein Bey contre les « pachistes », le parti d'Ali Bey, critiqué tout au long de la chronique. De plus, le texte est le reflet du sentiment de la majorité de la caste militaire turque, à laquelle l'auteur est rattaché, qui voit sa puissance et sa prééminence diminuées par l'installation des beys husseinites. De plus en plus autonomes par rapport au pouvoir central ottoman, ces derniers n'hésitent pas à faire appel à des contingents non turcs pour asseoir leur pouvoir dans la régence de Tunis.

## Éditions de la chronique
- Mechra El Melki, chronique tunisienne (1705-1771) : pour servir à l'histoire des quatre premiers beys de la famille husseïnite  (trad. Victor Serres et Mohammed Lasram, réédition de la première traduction par ces auteurs publiée en 1900 dans La Revue tunisienne sous le titre de Soixante ans d'histoire de la Tunisie), Tunis, Bouslama, 1978, 488 p.